# La jungla de Meinong

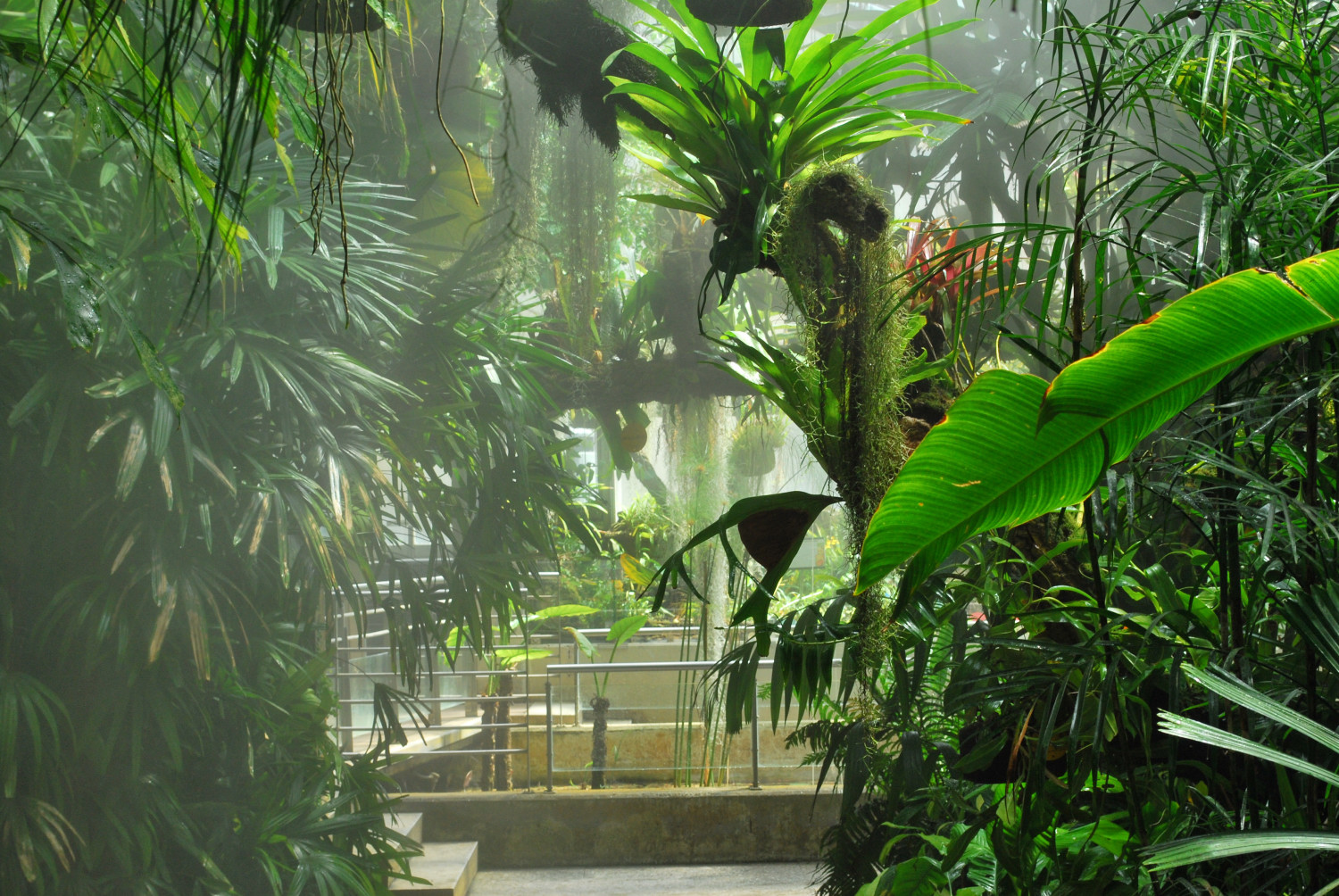
"La jungla de Meinong" es un supuesto ámbito donde coexisten seres inexistentes (cuadrados redondos, el actual rey de Francia, unicornios, etc). El término viene de los críticos a la Teoría de objetos de Alexius Meinong.

La jungla de Meinong es el nombre que recibe el repositorio de entidades inexistentes en la ontología de Alexius Meinong.

## Visión general

### Explicación
El filósofo austriaco Alexius Meinong, a comienzos del siglo XX , sostuvo que, dado que aparentemente las cosas inexistentes podían ser referidas, debían tener algún tipo de ser, al que llamó sosein ("ser así").  Un unicornio y un pegaso son ambos no-ser; sin embargo, es cierto que los unicornios tienen cuernos y los pegasos tienen alas.  Por lo tanto, las cosas inexistentes como los unicornios, los círculos cuadrados y las montañas doradas pueden tener diferentes propiedades y deben tener un "ser tal y cual", aunque carezcan de "ser" propiamente dicho.  La extrañeza de tales entidades llevó a este reino ontológico a que se conozca como "La jungla de Meinong".

### Origen
La selva se describe en la obra de Meinong Über Annahmen (Sobre las suposiciones) en 1902.  El nombre se le atribuye a William C. Kneale en su obra Probability and Induction (Probabilidad e Inducción) en 1949, donde dice en un pasaje "después de vagar por la jungla de subsistencia de Meinong... los filósofos ahora están de acuerdo en que las proposiciones no pueden considerarse entidades definitivas".

### Críticas y defensas
La teoría meinongiana de los objetos ( Gegenstandstheorie ) influyó en el debate sobre el sentido y la referencia entre Gottlob Frege y Bertrand Russell, lo que llevó al establecimiento de la filosofía analítica y la filosofía contemporánea del lenguaje.  La teoría de las descripciones de Russell, en palabras de PMS Hacker, le permite "adelgazar la exuberante jungla meinongiana de entidades (como el cuadrado redondo), que, según parecía, debe subsistir en algún sentido para poder ser hablado".  De acuerdo con la teoría de las descripciones, los hablantes no se comprometen a afirmar la existencia de referentes para los nombres que utilizan. 
La jungla de Meinong se cita como una objeción a la semántica de Meinong, ya que esta última comete objetos ontológicamente indeseables; es deseable poder hablar de manera significativa sobre los unicornios, dice la objeción, pero no tener que creer en ellos. Los nominalistas (que creen que existen términos y predicados generales o abstractos, pero no en los universales u objetos abstractos) encuentran que la jungla de Meinong es particularmente desagradable.  Como lo expresa Colin McGinn , "ser ingenuo por las apariencias lingüísticas conduce no solo a un impasse lógico sino también a una extravagancia metafísica, como con la jungla de Meinong, infestada de seres sombríos".  Un malestar con los compromisos ontológicos de la teoría de Meinong se expresa comúnmente con el chiste "deberíamos recortar la jungla de Meinong con la navaja de Ockham".
La jungla de Meinong fue defendida por realistas modales, cuya semántica de mundos posibles ofrecía una variación más aceptable que Meinong, como explica Jaakko Hintikka: 

«Si preguntas "¿Dónde están los objetos que no existen?" La respuesta es: "Cada uno en su propio mundo posible". El único problema con ese notorio matorral, la jungla de Meinong, es que no se ha dividido en zonas, se ha trazado y dividido en lotes manejables, mejor conocidos como mundos posibles.»
— Hintikka, Jaakko. Logic of Epistemology and the Epistemology of Logic 

Sin embargo, los realistas modales conservan el problema de explicar la referencia a objetos imposibles, como los círculos cuadrados.  Para Meinong, tales objetos simplemente tienen un "ser tal" que impide que tengan un "ser" ordinario.  Pero esto implica que 'ser así' en el sentido de Meinong no es equivalente a existir en un mundo posible. 

## Otras lecturas
- Routley, Richard (1980). Exploring Meinong's Jungle and Beyond. Departmental Monograph #3, Department of Philosophy, RSSS, Australian National University.
- Crittenden, Charles (1991). Unreality: The Metaphysics of Fictional Objects. Ithaca: Cornell University Press. ISBN 0-8014-2520-4.
- Jacquette, Dale (1997). Meinongian Logic: the Semantics of Existence and Nonexistence. Berlin: Walter de Gruyter. ISBN 3-11-014865-X.